# Коніково (Вармінсько-Мазурське воєводство)
Коніково (пол. Konikowo, нім. Kleeberg) — село в Польщі, у гміні Ґолдап Ґолдапського повіту Вармінсько-Мазурського воєводства.
Населення — 69 осіб (2011).

## Історія
У 1975-1998 роках село належало до Сувальського воєводства.

## Населення
За даними 2013 року в селі мешкало 63 особи, у тому числі 34 жінки та 29 чоловіків. Серед усього населення 23 особи — молодші працездатного віку, 41 — у працездатному віці, 5 осіб — старші працездатного віку.
Демографічна структура станом на 31 березня 2011 року:
|          | Загалом | Допрацездатний вік | Працездатний вік | Постпрацездатний вік |
| -------- | ------- | ------------------ | ---------------- | -------------------- |
| Чоловіки | 35      | 13                 | 22               | 0                    |
| Жінки    | 34      | 10                 | 19               | 5                    |
| Разом    | 69      | 23                 | 41               | 5                    |